# Prison de Berwyn
Pour les articles homonymes, voir Berwyn.
HM Prison Berwyn • Carchar Berwyn EF
La prison de Berwyn (en anglais : HM Prison Berwyn, en gallois :  Carchar Berwyn EF ) est une prison britannique de catégorie C pour hommes adultes située à Wrexham, dans le borough de comté du même nom, au Pays de Galles.
Il s'agit de la plus grande prison du Royaume-Uni, ouverte en 2017 et gérée par le His Majesty's Prison Service dont les couts de constructions ont atteint une valeur de 250 millions livres sterling .

## Nom
Le nom de la prison, Berwyn, provient des éléments issus du moyen gallois barr (sommet, pic) et gwyn (blanc). Il a été annoncé pour la première fois par le gouverneur de l'époque, Russ Trent, le 17 février 2016. Un porte-parole du National Offender Management Service (en) (NOMS) déclare également par la suite que la prison avait été nommée d'après le massif montagneux du même nom (en) . La liste initiale de six noms était : Bridgeway, Marcher, Cerrig Tân, Dee Vale, Whittlesham et Y Berwyn. Ces noms ont été suggérés par les écoles locales, les communautés et les sociétés historiques.

## Structure
La prison est divisée en trois quartiers. Le premier, nommé Bala, ouvre en février 2017 et les deux autres, nommés Alwen et Ceiriog, ouvrent à l'automne de la même année. Chaque quartier peut accueillir différentes catégories de détenus dont une dédiées aux les vétérans des forces armées[réf. nécessaire].

## Description
La prison est conçue pour accueillir 2 100 détenus hommes et être la prison de catégorie C la moins chère du pays, avec un coût estimé de 14 000 livres sterling par détenu et par an. Cependant, en 2019, il est encore incomplet, rempli à seulement 60 % et coûte 36 000 livres sterling par prisonnier chaque année.

### Partage de cellule forcé
La prison devait atteindre 75 % de sa capacité d'ici fin 2017 mais en juin 2018, 16 mois après son ouverture, la prison n'était encore qu'à moitié pleine. Il a été suggéré que cela soit dû à la conception controversée de la prison, qui oblige une forte proportion de détenus à partager des cellules afin de réduire les coûts. Avant la conception de Berwyn, le service pénitentiaire fonctionnait sur une norme d'une seule personne par cellule [réf. nécessaire].

## Controverses

### La «polémique Bala»
En 2017, les habitants de la ville galloise de Bala dans le comté de Gwynedd ont été irrités par l'utilisation du nom de leur ville pour nommer l'un des quartiers de la prison, , avec une pétition lancée, , pour faire changer le nom. La pétition reçoit plus de 400 signatures.

### Suspension du gouverneur
Le premier gouverneur, Russ Trent , qui a également été directeur du projet, est suspendu de ses fonctions le 21 août 2018 à la suite d'allégations non précisées. Il reprend ses fonctions après que l'enquête se soit terminée sans que les services pénitentiaires n'aient pris de mesures. Nick Leader conserve son poste de gouverneur jusqu'en avril 2019.

### Trois surveillantes emprisonnées à la suite de liaisons avec des détenus
En janvier 2023, des révélations indiquent que trois surveillantes de la prison ont été emprisonnées au cours des trois années précédentes pour avoir eu des relations illégales avec des détenus,. Jennifer Gavan, 27 ans, Ayshea Gunn, 27 ans, et Emily Watson, 26 ans, ont toutes été emprisonnées à la suite de leur condamnation pour ces infractions, ce qui a incité l'administration à dispenser une formation anti-corruption pour d'autres officiers en service. 
Jennifer Gavan, originaire du quartier de Llay à Wrexham, a plaidé coupable de mauvaise conduite dans l'exercice d'une fonction publique en décembre 2020 et est condamnée à huit mois d'emprisonnement. Elle a notamment introduit clandestinement un téléphone portable au détenu Alex Coxon, âgé de 25 ans, contre paiement de 150 livres sterling, dans le cadre d'une relation non autorisée avec lui. 
Ayshea Gunn avait déjà été emprisonné pendant un an en 2019 pour avoir eu une relation avec le détenu Khuram Razaq, 29 ans, qui purgeait une peine pour vol qualifié. 
Emily Watson est emprisonné pour avoir eu une relation sexuelle le jour de Noël avec le détenu John McGee, qui avait été emprisonné pour avoir causé la mort par conduite dangereuse. La surveillante avait passé tellement de temps avec le prisonnier dont elle était amoureuse qu'elle avait fait l'objet d'une enquête du personnel pénitentiaire.